# Borisz Petrovics Geraszimovics
Borisz Petrovics Geraszimovics (orosz nyelven: Борис Петрович Герасимович; Kremencsuk, 1889. március 19. – Leningrad, 1937. november 30.) szovjet csillagász és asztrofizikus.

## Életpályája
Borisz Petrovics Geraszimovics Ukrajnában, a ma Poltavai területen fekvő Kremencsukban született. 1914-ben végzett a Harkivi Egyetemen, ahol Arisztarkh Belopolszkij tanítványa volt. 1917-től 1933-ig a Harkivi Egyetem csillagvizsgálójában dolgozott. A Pulkovói Obszervatórium igazgatója lett 1933-ban, de a nagy tisztogatás során letartóztatták és kivégezték. Volt egy lánya, Tatjana Boriszovna Geraszimovics.
A Holdon található Geraszimovics-krátert az ő tiszteletére nevezték el és róla nevezték el a Tamara Mihajlovna Szmirnova szovjet csillagász által 1970-ben felfedezett 2126 Geraszimovics kisbolygót is.
1937-ben a Szovjetunió Legfelsőbb Bíróságának Katonai Kollégiuma lövöldözésre ítélte. A rehabilitációra 1957-ben került sor.

## Galéria

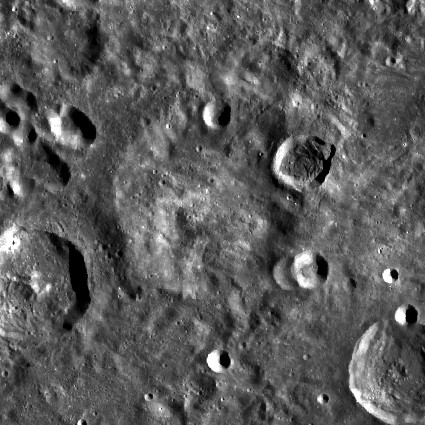
A róla elnevezett Geraszimovics kráter képe a Holdon
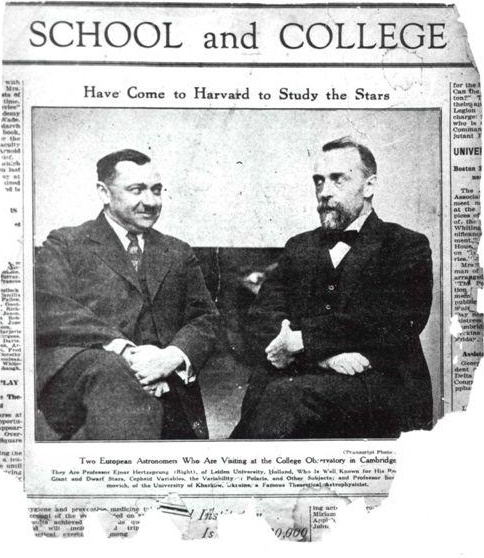
Borisz Pertovics Geraszimovics a Harvardon